# Чорна гора (Київ)
Чо́рна гора́ — історична місцевість Києва, поселення.
Один із історичних пагорбів Києва, та однойменне поселення на території Печерського району в формі трикутника, що утворюють вулиця Михайла Бойчука, Залізничне шосе й бульвар Миколи Міхновського.
Висота Чорної гори сягає 143,2 метри над рівнем моря (вулиця Верхньогірська, 21), проте на півночі (бульвар Миколи Міхновського) схили гори плавно переходять у Печерську височину понад 150 метрів.

## Історія
Назва дана місцевими жителями (від чорноземного ґрунту цієї місцевості). Топографічно й архітектурно являє собою головним чином приватну забудову. Головні вулиці — Товарна, Чорногірська, Менделєєва.
У XIX столітті і до 1923 року тут розміщувалися саперні табори (згодом переведені на лівий берег Дніпра). 1926 року розпочато житлову забудову місцевості. З кінця 1990-х років на Чорній горі ведеться активне будівництво елітних багатоповерхових житлових будинків.